# Omicidio di Elisa Claps
L'omicidio di Elisa Claps è un caso di cronaca nera che vide vittima una studentessa di 16 anni, nata a Potenza il 21 gennaio 1977. Scomparve nella sua città il 12 settembre 1993 e se ne persero le tracce per diciassette anni, fino a quando il suo cadavere venne rinvenuto nel sottotetto della chiesa della Santissima Trinità di Potenza il 17 marzo 2010.
Le indagini successive appurarono che la morte della giovane avvenne lo stesso giorno della sua scomparsa e identificarono l'assassino in Danilo Restivo, ventunenne all'epoca dell'omicidio. Nel periodo in cui la sorte di Elisa Claps era ancora sconosciuta, Restivo era sospettato anche dell'assassinio di una vicina di casa, Heather Barnett, compiuto il 12 novembre 2002 nel Regno Unito, per il quale è stato successivamente condannato.
Il caso, benché risolto, pone ancora oggi diversi interrogativi a causa di depistaggi, omertà e alcune ombre investigative.

## Storia

### Scomparsa

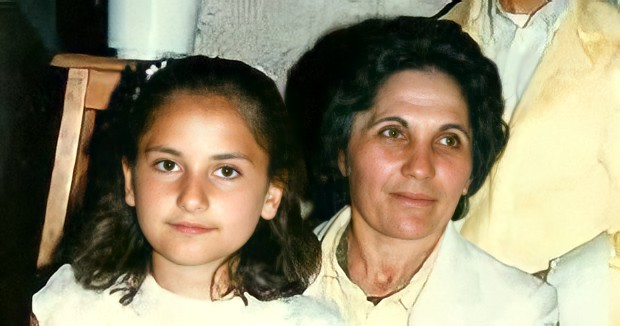
Elisa da bambina con la madre Filomena

Elisa Claps era figlia di Antonio (tabaccaio e guardia giurata) e di Filomena Iemma (impiegata presso il Catasto di Potenza), e aveva due fratelli maggiori: Ermenegildo (detto "Gildo") e Luciano. Era una studentessa al terzo anno del liceo classico di Potenza, con l'ambizione di laurearsi in medicina ed esercitare la professione in Africa con Medici senza frontiere. La mattina di domenica 12 settembre 1993 uscì di casa dicendo al fratello Gildo che si sarebbe recata a messa nella vicina chiesa insieme a un'amica e che sarebbe rientrata entro le 13:00 per raggiungere la famiglia, che doveva pranzare nella casa di campagna a Tito. Secondo le testimonianze, la giovane aveva concordato con l'amica tale versione, ma in realtà voleva recarsi presso la chiesa della Santissima Trinità, sita nel centro di Potenza, per incontrare un amico che doveva consegnarle un regalo per la promozione agli esami di riparazione. Da quel momento, di Elisa si persero le tracce.

### Le indagini
L'inchiesta venne inizialmente assegnata alla Procura della Repubblica di Potenza e il caso affidato alla PM Felicia Genovese. Si scoprì che la persona incontrata da Elisa quella mattina era Danilo Restivo, ventunenne originario di Erice, in Sicilia, trasferitosi da ragazzino con la famiglia a Potenza, dove il padre Maurizio aveva assunto l'incarico di direttore della Biblioteca nazionale potentina. Restivo risultò essere stato l'ultima persona ad aver visto la ragazza.
La ricostruzione che il giovane diede dei propri spostamenti dopo l'incontro fece sorgere alcuni sospetti da parte degl'inquirenti; infatti, alcune ore dopo la sparizione di Elisa, Restivo si presentò con gli abiti insanguinati al Pronto Soccorso dell'ospedale cittadino per farsi medicare un taglio alla mano, raccontando ai medici d'essersi ferito in seguito a una caduta accidentale avvenuta nel cantiere vicino alla chiesa della Santissima Trinità, dove si stavano costruendo delle scale mobili. Tuttavia, la ferita sembrò provocata da una lama. I vestiti che il giovane indossava quella domenica apparvero vistosamente insanguinati, ma non vennero sequestrati immediatamente, per giunta Restivo si rese irreperibile per i due giorni successivi giustificandosi con la necessità di aver dovuto sostenere un esame universitario a Napoli. Una volta rintracciato dagl'inquirenti, affermò di aver parlato con Elisa per qualche minuto per chiederle consiglio su come comportarsi con una comune amica della quale si era innamorato, inoltre raccontò che Elisa gli avrebbe confidato di essere spaventata a causa di un individuo che l'aveva importunata mentre stava entrando in chiesa. Dopodiché, sempre secondo il racconto di Restivo, la ragazza si sarebbe allontanata, mentre lui si era trattenuto a pregare.
Gl'inquirenti scoprirono che Restivo aveva l'abitudine d'importunare le ragazze delle quali s'invaghiva, effettuando spesso telefonate mute nelle quali si sentiva la colonna sonora del film Profondo rosso o il brano Per Elisa di Ludwig van Beethoven. Un'altra abitudine di Restivo era quella di tagliare di nascosto ciocche di capelli a giovani donne con un paio di forbici che portava sempre con sé. Alcune amiche di Elisa dichiararono che Restivo, con la scusa di offrire loro piccoli doni, aveva tentato di corteggiarle (ma senza successo) e che era abitudine del giovane cercare di ottenere appuntamenti dalle ragazze da cui era attratto, diventando poi aggressivo e violento nel momento in cui queste ultime rifiutavano i suoi approcci.
Una volta appreso che la giovane aveva avuto un appuntamento con Restivo, la famiglia di Elisa focalizzò la sua attenzione verso il ragazzo, dichiarando che, con ogni probabilità, aveva ucciso Elisa e ne aveva occultato il corpo. I familiari, perciò, chiesero ripetutamente agl'inquirenti d'indagare a fondo su di lui, ma senza esito. Nel 2002, ossia nove anni dopo la sparizione della sorella, Gildo Claps, in accordo con tutta la famiglia, ebbe l'idea di creare la prima associazione dei familiari delle persone scomparse: l'Associazione Penelope.

### Il ritrovamento del cadavere
Il 17 marzo 2010, diciassette anni dopo la sparizione, i resti di Elisa vennero ritrovati in fondo al sottotetto della chiesa potentina della Santissima Trinità, dove la ragazza si era recata il giorno della sua scomparsa. Il cadavere venne scoperto per caso da alcuni operai durante lavori di ristrutturazione per infiltrazioni d'acqua, dovute a un temporale abbattutosi su Potenza qualche giorno prima; oltre ai resti umani, vennero trovati anche un orologio, gli occhiali, gli orecchini, i sandali e quel che restava dei vestiti della giovane. Il reggiseno appariva tagliato e i jeans aperti, suggerendo che la ragazza avesse subìto un'aggressione a sfondo sessuale prima di essere uccisa. A seguito di ciò, il 1º aprile 2010 la Procura di Salerno, a cui era stato trasferito definitivamente il caso nel 2001 (dopo che nel 1999 vi era arrivato per competenza funzionale), dispose il sequestro cautelare della chiesa.
Il ritrovamento venne giudicato dai familiari della vittima una messa in scena, ritenendo che fosse avvenuto in precedenza e che fosse stato tenuto nascosto dal parroco della chiesa, Don Domenico Sabia (detto "Don Mimì"); alcuni anni prima del ritrovamento del cadavere, la madre di Elisa aveva dichiarato di sospettare del religioso, poi deceduto nel marzo del 2008, perché non le avrebbe mai permesso d'ispezionare i locali della chiesa, mentre il fratello di Elisa chiese all'arcivescovo di Potenza-Muro Lucano-Marsico Nuovo di «dire finalmente la verità su quanto accaduto».
Particolare scalpore derivò anche dal fatto che, appurata la circostanza del ritrovamento del cadavere da parte del viceparroco già alcuni mesi prima del rinvenimento di cui fu data notizia alle autorità, questi abbia affermato di aver taciuto il fatto poiché quel giorno l'arcivescovo era impegnato e non riuscì a raggiungerlo telefonicamente, decidendo di riprovare il giorno dopo, cosa che non fece poiché gli passò di mente. Maggiori dettagli su come si giunse alla scoperta del cadavere trapelarono solo in seguito, quando nel gennaio del 2013 si chiusero le indagini della magistratura sulle due donne delle pulizie che avevano avvertito il parroco della scoperta fatta nel sottotetto, rilasciando però dichiarazioni discordanti.
Il 19 maggio 2010 Restivo, nel frattempo trasferitosi a Bournemouth (nella contea del Dorset, in Inghilterra), venne fermato dalla polizia e accusato del brutale assassinio dell'allora sua vicina di casa Heather Barnett, avvenuto nel 2002. Da tempo era tenuto sotto controllo dalla polizia locale, che nel maggio 2004 lo aveva anche ripreso mentre in una zona boschiva, armato di stiletto, pedinava con atteggiamento sospetto donne del luogo. Alla data del 28 maggio 2010 i risultati dell'autopsia sui resti del corpo di Elisa erano ancora secretati, ma gl'inquirenti comunicarono che era stata raggiunta da tredici colpi inferti da un'arma da taglio e a punta.
Il 29 giugno 2010 alcune foto contenute nella perizia medico legale filtrarono alla stampa. Il 6 luglio 2010 il direttore dell'Istituto di Medicina Legale dell'Università Cattolica del Sacro Cuore di Roma, Vincenzo Pascali, riferì ai consulenti delle parti che, dalle tracce di sperma trovate sul materasso posto vicino al cadavere, erano stati estratti due profili genetici diversi tra loro e che, su uno strofinaccio sequestrato nei locali del centro culturale Newman (che ha sede nella canonica, sotto al sottotetto), si riuscì a estrarre un terzo profilo genetico sovrapponibile a uno di quelli individuati sul materasso. Pertanto, sarebbe stato possibile risalire a due individui di sesso maschile che utilizzarono tale materasso come alcova.
Il 12 settembre 2010 si tenne a Potenza una manifestazione in ricordo di Elisa da parte dell'associazione Libera, con centinaia di cittadini che scesero in piazza per chiedere giustizia. Il fratello Gildo sottolineò che alcuni lavori di ristrutturazione nel sottotetto della chiesa della Trinità erano già stati effettuati nel 1996 per riparare alcuni danni provocati da un forte terremoto: egli dichiarò che durante questi lavori, durati circa un anno, l'impresa appaltatrice "[...] incernierò dei cassettoni proprio in corrispondenza del cadavere di mia sorella. Ridicolo pensare che nessuno abbia mai visto niente". Oltre a ciò, sostenne che, nel 2008, qualcuno avrebbe rimosso del materiale che copriva il corpo e avrebbe successivamente chiesto conto di ciò all'arcivescovo, per cui Gildo era convinto che quest'ultimo sapesse qualcosa oppure che non fosse in grado di gestire i membri della propria arcidiocesi, concludendo con l'opinione: "Il ritrovamento è stato solo una messinscena".
In quella stessa occasione, Don Marcello Cozzi, referente locale di Libera, invocò l'intervento del presidente della Repubblica Giorgio Napolitano per chiedere conto al Consiglio Superiore della Magistratura (da lui presieduto) dell'operato di Felicia Genovese, PM che coordinò le indagini nel periodo potentino, sospettata di aver volontariamente insabbiato il caso: i relativi sospetti si acuirono quando, nella camera da letto di Danilo Restivo, fu trovata un'agenda con un post-it giallo su cui era annotato a penna nera il numero di telefono della PM, indicata in modo confidenziale come "Licia Genovese". Per di più, un pentito di mafia parlò di collegamenti tra il padre di Danilo Restivo e il marito della Genovese, che era un imprenditore nel settore sanitario in Basilicata, ma la magistrata fu ugualmente prosciolta dalle accuse in seguito. Nel 2001 il caso fu comunque trasferito alla Procura di Salerno, dove una nuova squadra investigativa riprese le indagini da zero. Come dichiarato dalla dirigente della squadra mobile di Potenza, era evidente che le precedenti investigazioni erano state condotte, fino a quel momento, con “superficialità”. Si era più volte occupata del caso anche la trasmissione Rai Chi l'ha visto?, con uno specifico intervento sinottico di Marco Travaglio.
L'8 ottobre 2010 il GIP di Salerno Attilio Franco Orio accolse la richiesta dei PM titolari dell'inchiesta, Rosa Volpe e Luigi D'Alessio, di una seconda perizia da effettuare sui resti di Elisa, dopodiché fissò per il 18 ottobre un secondo incidente probatorio per il conferimento del quesito al CTU, il comandante del RIS di Parma e tenente colonnello dei Carabinieri Giampietro Lago.
Il 25 ottobre 2010 vennero rese note alcune risultanze aggiuntive: i clasti (sassolini) provenienti dal sottotetto e presenti nel solco del tacco di Elisa dimostravano che quest'ultima arrivò viva, camminando, nel luogo dove fu poi uccisa, dopodiché sarebbe stata colpita con delle forbici di medie dimensioni e da una lama tagliente: l'aggressore si accanì su di lei per un tempo relativamente lungo dopo l'aggressione, con Elisa moribonda o già morta. Vicino al cadavere fu ritrovato un bottone rosso (riferito da alcuni giornali come simile a quelli di un abito talare), mentre i fori nel tavolato posto sotto le tegole, in corrispondenza del luogo di ritrovamento del cadavere, che risultavano praticati con un cacciavite spaccato di piccole dimensioni, fecero pensare a operazioni condotte in un secondo momento (probabilmente da un'altra persona, considerando improbabile che l'assassino, in preda all'agitazione successiva all'omicidio, fosse in possesso della lucidità e della calma necessarie per occuparsi di tale lavoro) per creare una feritoia nel sottotetto con lo scopo di far disperdere i miasmi. Fu condotta una perizia dattiloscopica sui dodici reperti prelevati nel sottotetto della chiesa Santissima Trinità per comparare le impronte digitali trovate sugli oggetti repertati con quelle di Restivo; inoltre venne prelevato un campione di DNA rinvenuto sulla maglia indossata dalla vittima, che dalle analisi risultò appartenere a Restivo.
Il 9 marzo 2011, nel corso della puntata di Chi l'ha visto?, l'avvocata della famiglia Claps, Giuliana Scarpetta, precisò che sulla maglia erano state ritrovate tracce di sangue e di saliva appartenenti a Restivo. Il 2 luglio 2011 venne officiato il funerale di Elisa da Don Marcello Cozzi e Don Luigi Ciotti, quindi venne proclamato il lutto cittadino. Su espresso desiderio dei familiari, le esequie si tennero all'aperto.

### Processi

#### L’omicidio di Heather Barnett

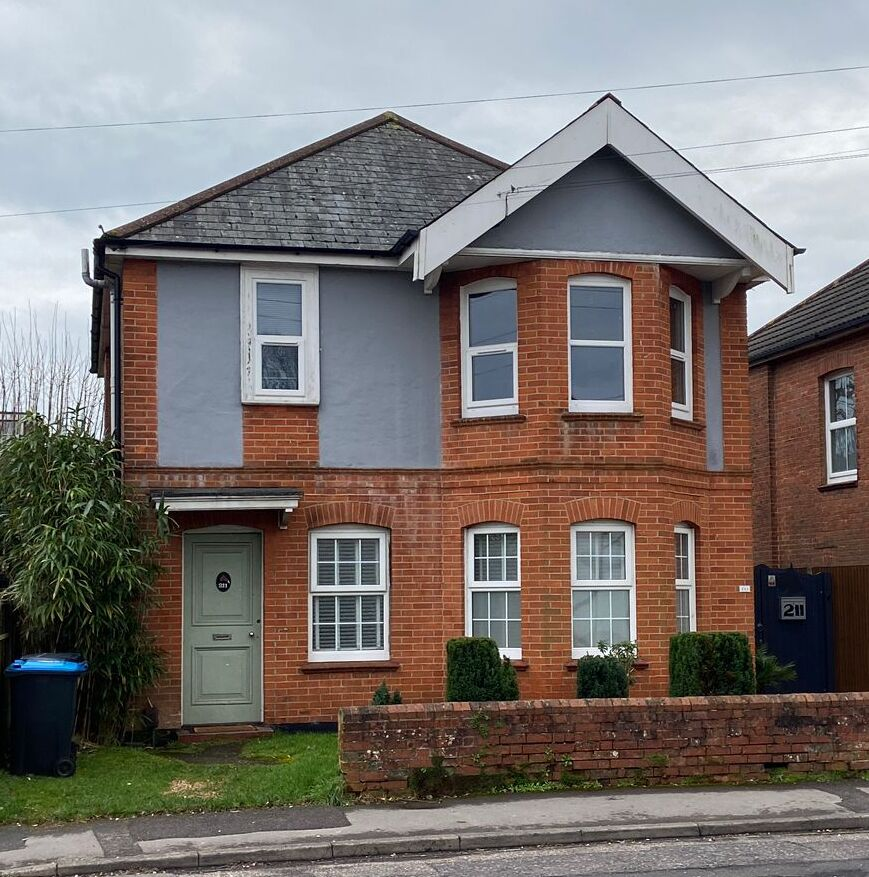
La casa di Heather Barnett, seconda vittima di Restivo

Il 30 giugno 2011 Restivo venne condannato all'ergastolo dalla Crown Court (tribunale) di Winchester per l'assassinio di Heather Barnett, uccisa il 12 novembre 2002 a Charminster (un villaggio del Dorset, nei pressi di Bournemouth), dove l'uomo si era trasferito, diventando vicino di casa della donna. Il corpo assassinato di lei venne trovato nella propria abitazione dai suoi figli, di ritorno da scuola; le indagini portarono a ipotizzare il coinvolgimento di Restivo poiché la dinamica dell'omicidio presentava delle analogie con quello di Elisa, di cui la polizia locale venne a conoscenza solo dopo aver consultato gli archivi dell'Interpol.
A complicare ulteriormente la posizione dell'imputato fu la scoperta di atteggiamenti sospetti da parte sua, che collezionava ciocche di capelli di giovani donne (abitudine praticata fin da quando ancora viveva in Italia). Infatti alcuni campioni furono ritrovati nella scena del crimine: la vittima stringeva nelle sue mani due ciocche di capelli tagliate, di cui una risultava appartenere a lei stessa e l'altra a un'ulteriore donna mai identificata, altra probabile vittima di Restivo (l'esito dell'esame negò un'eventuale corrispondenza con i capelli di Elisa Claps). Nel pronunciare la sentenza, in cui si affermò che sicuramente Restivo avesse ucciso anche Elisa, il giudice Michael Bowes disse all'imputato: «Lei non uscirà mai di prigione [...]. Lei è recidivo. È un assassino freddo, depravato e calcolatore [...] che ha ucciso Heather come ha fatto con Elisa [Claps, n.d.r.] [...]. Ha sistemato il corpo di Heather come fece con quello di Elisa. Le ha tagliato i capelli, proprio come Elisa [...]. Merita di stare in prigione per tutta la vita».
Nel novembre del 2012 la Corte d'Appello britannica ridusse la pena a quarant'anni di carcere, annullando l'ergastolo.

#### Il processo in Italia
L'8 novembre 2011, presso il Tribunale di Salerno, ebbe inizio con rito abbreviato il processo di primo grado a Restivo. Tuttavia, il processo si svolse in assenza dell'imputato (il quale si rifiutò anche di collegarsi in remoto dal carcere britannico), in quanto, in seguito a un ricorso della difesa per l'omicidio di Heather Barnett, il relativo processo non era ancora concluso e, di conseguenza, il governo britannico ne vietò la temporanea estradizione in Italia. Nel corso della prima udienza, i PM fecero notare che i reati concorrenti più gravi a carico di Restivo, che avrebbero potuto far scattare l'ergastolo, erano ormai tutti prescritti, quindi avanzarono la richiesta di trent'anni di reclusione (ossia il massimo possibile), unitamente all'interdizione perpetua dai pubblici uffici e tre anni di libertà vigilata al termine dell'espiazione della pena. L'11 novembre 2011 Restivo venne condannato con l'accoglimento di tutte le richieste della pubblica accusa, oltre al versamento di 700000 € alla famiglia Claps a titolo di risarcimento.
Il processo di appello iniziò a Salerno il 20 marzo 2013, stavolta in presenza di Restivo, che dall'11 marzo precedente venne estradato temporaneamente in Italia in seguito alla chiusura definitiva del processo nel Regno Unito. Il procedimento si concluse dopo circa un mese, il 24 aprile, con la conferma della condanna a trent'anni e delle sanzioni accessorie. Il 23 ottobre 2014 la Corte di Cassazione rigettò il ricorso presentato dalla difesa e confermò in via definitiva la pena.

### Condanne
Restivo è attualmente recluso nella HM Prison di Full Sutton, nell'East Riding of Yorkshire, dove dal 2011 sta scontando la condanna a quarant'anni per l'omicidio di Heather Barnett. Nel 2051, al termine della detenzione nel Regno Unito, lo attende la carcerazione per altri trent'anni in Italia, a Salerno, in esecuzione della sentenza di condanna per l'omicidio di Elisa.

## L'inchiesta-bis in Italia
Anche dopo la sentenza di condanna per Restivo a trent'anni di reclusione, resta ancora aperta l'indagine della Procura di Salerno sulla scomparsa di Elisa, sulle modalità del ritrovamento del corpo e su eventuali complicità di cui l'assassino avrebbe beneficiato. L'11 novembre 2011, prima della lettura della sentenza, l'avvocato della famiglia Claps sottolineò che Restivo non avrebbe avuto l'ergastolo per l'omicidio di Elisa "per colpa della Chiesa, che in questi diciotto anni ha permesso che fossero prescritti i reati concorrenti di violenza sessuale e di occultamento di cadavere". Lo stesso GUP, Elisabetta Boccassini, in primo grado aveva scritto nella sua sentenza di "condotte di inquinamento probatorio imputabili a famigliari e terzi", nonché di gravi omissioni.
Fu annunciato il processo per falsa testimonianza di due donne delle pulizie della Curia potentina, in quanto mentirono affermando di aver scoperto i resti di un cadavere nel sottotetto della chiesa solo il 17 marzo 2010, mentre vi sono evidenze che inducono la Procura a ritenere che entrambe ne fossero a conoscenza da mesi.

## Riapertura della chiesa della Santissima Trinità
Nel 2022 la famiglia Claps s'è opposta alla futura riapertura al culto della chiesa della Santissima Trinità di Potenza, ritenendo che in tale edificio non siano state fatte tutte le indagini necessarie per giungere alla verità e che parte di essa rimanga sepolta in tale chiesa "coperta da una cortina impenetrabile di omissioni e colpevoli silenzi".
Il 24 agosto 2023 la chiesa è stata riaperta al culto "per un congruo tempo" (poche ore diurne). La famiglia Claps s'è confermata contraria alla decisione (peraltro precedentemente annunciata da una lettera dello stesso papa Francesco), denunciando come la riapertura sia avvenuta nel periodo estivo e a poche settimane dal trentennale dell'omicidio. Una targa commemorativa dedicata al parroco Don Mimì ha inasprito le polemiche, definita da Gildo come "l'ultimo affronto alla memoria di Elisa e alla nostra battaglia". L'arcivescovo Salvatore Ligorio ha parlato di richiesta di risarcimento da parte della famiglia Claps, ma Gildo ha smentito tale affermazione. Ligorio, a sua volta, ha smentito eventuali colpe della Chiesa per quanto successo a Elisa Claps. Al contempo, la mamma Filomena ha ricevuto una lettera da parte di don Maurizio Patriciello.
A inizio novembre 2023 è stata celebrata da Salvatore Ligorio la prima messa nella chiesa, verso la quale hanno espresso contestazioni Federica Sciarelli, Gildo Claps e la giornalista Antonella Giacummo.

## L'omicidio di Elisa Claps nella cultura di massa

### Documentari
- La vicenda di Elisa Claps (la cui sorte era ancora incerta) viene raccontata nel film documentario Libera nos a malo (2008), diretto da Fulvio Wetzl.
- Cercando Elisa - Il delitto Claps (2021), documentario trasmesso su Discovery+.
- Dove Nessuno Guarda - Il caso Elisa Claps (2023), documentario in quattro puntate scritto e condotto da Pablo Trincia, prodotto da Sky TG24 e tratto dall'omonimo podcast.

### Podcast
- Episodio 5 - L'episodio della Madonna (2020), podcast True Crime&Comedy Brivido Coatto di Daniele & Giulia.
- Demoni Urbani: Per Elisa (2021), podcast di Francesco Migliaccio.
- Indagini: Potenza, 12 settembre 1993 (2022), podcast in due puntate a cura di Stefano Nazzi.[54][55]
- Danilo Restivo - Il feticista dei capelli (2022), podcast Crime&Comedy di Clara Campi e Marco Champier.
- Dove nessuno guarda: il caso Elisa Claps (2023), podcast in otto puntate di Pablo Trincia per Chora Media.[56]
- La scomparsa di Elisa Claps e Danilo, il parrucchiere di Potenza (2023) di Elisa De Marco.[57]

### Fiction
- Per Elisa - Il caso Claps, miniserie TV in sei puntate, andata in onda su Rai 1 tra il 24 ottobre e il 7 novembre 2023. Dal 25 luglio 2024, la miniserie è presente anche su Netflix.[58]

## Altri casi potenzialmente collegati a Restivo
Prima e dopo che venisse accusato e condannato per gli omicidi di Elisa Claps e di Heather Barnett, Danilo Restivo era sospettato di essere coinvolto nelle sparizioni e nelle morti di altre sette donne. Questi delitti sono stati commessi in quattro diversi Paesi dell'Europa: l'Italia, il Regno Unito, la Spagna e la Francia. Nel giugno 2011, durante il processo per l'omicidio di Heather Barnett, il Bournemouth Daily Echo chiese al DSI Cooper se Restivo fosse responsabile degli omicidi di altre persone, ma quest'ultimo dichiarò: "Al momento non stiamo collegando Restivo a nessun altro crimine". Ecco i casi.

### Scomparsa di Cristina Golinucci
Restivo è stato indagato per la scomparsa dell'allora ventunenne Cristina Golinucci, avvenuta il 1º settembre 1992 (un anno prima dell'omicidio di Elisa Claps) mentre la giovane si recava in un convento di Cesena, in occasione di un appuntamento col suo padre spirituale "frate Lino". Il fatto che fosse scomparsa in prossimità di un luogo religioso fece emergere delle analogie con la scomparsa di Elisa Claps avvenuta l'anno successivo, motivo per il quale le autorità locali indagarono su Danilo Restivo, senza mai trovare delle prove.

### Scomparsa di tre giovani donne in Francia
Tramite Internet, Restivo sarebbe entrato in contatto con tre giovani donne residenti in Francia, di cui due vennero ritrovate morte nella cittadina di Perpignano, nel sud del Paese transalpino, tra il 1995 e il 1998, dopo che erano scomparse in precedenza. Le tre donne in questione erano: 
- la diciassettenne Tatiana Andújar, che viveva con la sua famiglia in una località situata a pochi chilometri da Perpignano. Fu vista per l'ultima volta la sera del 24 settembre 1995 mentre usciva dalla piccola stazione della città e, da allora, di lei si persero le tracce. Il suo corpo non è mai stato ritrovato;
- la diciannovenne Mokhataria Chaïb, studentessa di Sociologia. Il 20 dicembre 1997 uscì dalla stazione della città e, il giorno successivo, il suo corpo fu ritrovato denudato sul ciglio del Boulevard Nungener et Coli, tra la stazione stessa e il quartiere Les Portes d'Espagne. Secondo i medici legali, non venne violentata ma le erano stati asportati i seni (esattamente come accadde cinque anni dopo a Heather Barnett) e l'ano. Queste due parti del corpo non sono mai state ritrovate;
- la ventiduenne Marie-Hélène Gonzalez, che venne vista per l'ultima volta alle ore 20:30 del 16 giugno 1998, mentre scendeva dal treno giunto a Perpignano. Il 26 giugno seguente venne ritrovato il corpo denudato, al quale erano state asportate la testa e le mani.

La stampa francese accomunò questi tre delitti (i cui criminali non sono mai stati identificati) alla "teoria Dalí", basata sul fatto che tutte e tre le donne vennero viste per l'ultima volta alla stazione ferroviaria Salvador Dalí di Perpignano: l'elemento che conferì maggiore credito a tale ipotesi fu la mutilazione inflitta ai due corpi ritrovati, che ricordava particolarmente alcuni disegni e dipinti eseguiti dall'omonimo pittore Salvador Dalí e rappresentanti figure femminili smembrate. Sulla base di codesta teoria, l'avvocato angloitaliano Giovanni Di Stefano (che, diversi anni dopo, lavorò a un altro caso di cronaca nera possibilmente collegato a Danilo Restivo) aveva ricordato che il padre di Restivo, Maurizio, era un artista che possedeva uno stile simile a quello del pittore Dalí: suo figlio potrebbe quindi essersi ispirato a questi dipinti per portare a segno i suoi macabri progetti (oltre al fatto che a una di queste donne vennero recisi i seni, come a Heather Barnett successivamente). Tuttavia, a oggi non ci sono prove effettive che dimostrano che Danilo Restivo sia stato in Francia.

### Morte di Yvonne O'Brien
Nell'agosto 1999 il corpo mutilato della donna britannica Yvonne O'Brien venne ritrovato nel suo appartamento a Palma di Maiorca, in Spagna, dove si era recata per una vacanza. Le erano stati asportati i seni. Data la nazionalità della vittima, la polizia locale sospettò che anche l'assassino fosse di nazionalità britannica o, comunque, che fosse vissuto nel Regno Unito. I sospetti su Restivo s'abbatterono nel 2008, quando la polizia del Dorset, notando che l'asportazione dei seni della donna costituisse un'analogia col successivo caso di Heather Barnett del 2002, contattò le autorità spagnole mediante l'Interpol per discutere dei due casi, ma successivamente l'ispettore capo Noyce della polizia del Dorset annunciò che non risultavano collegamenti tra Restivo e il caso spagnolo. Per questo motivo, la casa editrice Majorca Daily Bulletín S.I. pubblicò un articolo con cui dichiarò che il caso venne archiviato.

### Scomparsa di Erika Ansermin
Nel giugno 2011, dopo la condanna di Restivo per l'omicidio di Heather Barnett, la polizia britannica perquisì la casa dell'imputato e notò che, nel suo computer, era presente una fotografia che ritraeva la ventisettenne italiana di origini coreane Erika Ansermin, scomparsa a Courmayeur (paese situato al confine con la Francia, in Valle d'Aosta) la domenica di Pasqua 20 aprile 2003, mentre si recava a casa del fidanzato per il pranzo pasquale. Dopo anni d'indagini, da parte della Procura di Aosta, che non hanno mai portato a delle conclusioni, il caso è stato archiviato.

### Omicidio di Jong-Ok Shin
Il 12 luglio 2002 la giovane studentessa coreana Jong-Ok Shin, detta "Oki", venne uccisa a Bournemouth. Il tossicodipendente Omar Benguit è stato riconosciuto colpevole e condannato all'ergastolo, ma il suo avvocato, ovvero Giovanni Di Stefano, ha avanzato la tesi che dietro l'omicidio di Oki ci sarebbe Restivo: tra gli elementi a supporto vi furono il ritrovamento di una ciocca di capelli accanto alla vittima, la vicinanza delle loro abitazioni e il ritrovamento di un passamontagna e di un coltello nella borsa di Restivo, inoltre, prima di morire, la donna disse di essere stata aggredita da un uomo con il volto coperto (e l'arma del delitto recuperata sulla scena del crimine era identica a quella sequestrata a Restivo due anni dopo). Nonostante ciò, queste prove vennero ritenute troppo circostanziali e la Corte d'appello britannica fece anche notare che il caso di Oki presentava delle dinamiche differenti da quelli Claps e Barnett, di conseguenza il ricorso della difesa venne rifiutato e la pena per Benguit venne confermata in via definitiva, nonostante quest'ultimo continui ancora oggi a sostenere la sua innocenza e l'estraneità all'accaduto.